# دارين كار
دارين كار (بالإنجليزية: Darren Carr)‏ هو لاعب كرة قدم بريطاني، ولد في 4 سبتمبر 1968. لعب مع لينكولن سيتي أف سي ونادي بريستول روفيرز ونادي تشيسترفيلد ونيوبورت كونتي.

## وصلات خارجية
- دارين كار على موقع قاعدة بيانات كرة القدم.إي يو (الإنجليزية)
- دارين كار على موقع Soccerbase.com (لاعب) (الإنجليزية)